# 슈퍼 핏폴
슈퍼 핏폴은 1986년 9월 5일 포니 캐니온에서 발매된 패미콤용의 액션게임이다.
액티비전의 게임 〈핏폴〉의 어레인지판인데 내용은 대폭적으로 달라졌다.

## 개요
주인공인 탐험가 해리는 땅 속 왕국의 비보 "라지 다이아몬드"를 찾고 있는데 탐험도중 땅 속 왕국사람에게 붙잡힌 조카 론다와 고양이 퀵클로를 구출하기 위해 동굴과 땅 속 왕국을 동분서주한다.

## 비고
AVGN 76화에서 이 게임을 리뷰하였는데 의미없고 알기 어려운 장치나 조악한 그래픽과 조작감에 대해 비평했다.